# Antenne Centre Télévision
Pour les articles homonymes, voir ACTV.
Antenne Centre Télévision (ACTV) est une chaîne de télévision belge, diffusée dans onze communes de la Région du Centre. Elle fait partie des douze télévisions locales reconnues en Communauté française Wallonie-Bruxelles.

## Diffusion
La zone de diffusion d'Antenne Centre Télévision s'étend sur onze communes des arrondissements de Charleroi, Thuin et Soignies : Anderlues, Binche, Braine-le-Comte, Écaussinnes, Estinnes, La Louvière, Le Rœulx, Manage, Morlanwelz, Soignies et Seneffe (depuis le 1er janvier 2019).

## Histoire

### Les débuts
La création d'une télévision communautaire spécifique à la Région du Centre émane d'un groupe de réflexion sur l'audiovisuel. Les premières images sont diffusées le 18 décembre 1982 à l'occasion d'une émission consacrée à la société Boch Kéramis. Au début, la chaîne ne propose qu'une émission par mois, mais à partir de 1984, et le recrutement des premiers journalistes et techniciens, le rythme devient bimensuel. Le premier programme hebdomadaire fait son apparition en octobre 1985, tout comme les premières publicités commerciales. 

### Le direct
Grâce à un faisceau hertzien reliant les studios, situés à Houdeng-Aimeries, à la tête de réseau de télédistribution de Bellecourt, Antenne Centre Télévision propose ses premières émissions en direct. De nouveaux programmes font leur apparition : deux JT par semaine, des émissions sportives et culturelles ou encore un jeu viennent enrichir la grille en 1987.

### La zone de diffusion
Antenne Centre est subsidiée en partie par les communes qui composent sa zone de couverture. En 1990, les communes de Binche, Écaussinnes, Manage et Morlanwelz rejoignent La Louvière. Soignies suit en 1994. La commune d'Anderlues est l'avant-dernière en date à avoir rejoint cette liste, suivie par Seneffe, le 1er janvier 2019. Aujourd'hui, la zone de diffusion d'Antenne Centre comprend onze des douze communes qui composent la région du Centre.

### La grille
Primée en 1993 à l'occasion du festival des Médias locaux, la grille des programmes d'Antenne Centre se compose, actuellement, d'une heure de production propre quotidienne. Depuis 1994, le journal est diffusé en direct, du lundi au samedi, et est suivi d'un magazine thématique. Les programmes sont diffusés en boucle.

## Émissions
Cette liste reprend les émissions entièrement produites par Antenne Centre Télévision.

### Information

#### Le Journal
Le journal d'Antenne Centre est diffusé en direct du lundi au vendredi à 18h00 et le samedi à 12h00. Les reportages traitent de l'actualité dans la Région du Centre et apportent régulièrement un point de vue régional sur certains sujets de l'actualité nationale et internationale.

#### Le Septième
Retour sur l'actualité de la semaine écoulée en compagnie d'un invité. Un club de la presse réunit, une fois par mois, des journalistes des différents médias régionaux.

#### Info Magazine
L'émission se décline en 3 formules: un magazine de 26 minutes, un débat ou un témoignage.

#### Vivre Ici
Compilation hebdomadaire de reportages réalisés par les 11 autres télévisions locales de la Fédération Wallonie-Bruxelles.

#### Au Cœur du Hainaut
Découverte du Hainaut à travers des sujets de société ou économiques, des portraits d'entreprises ou de personnalités des régions de Mons-Borinage-Centre.

### Sport

#### Chrono Foot
Compte-rendu des matches de foot du week-end.

#### Chrono Sports
Résultats du week-end, portraits de sportifs et de club de la région.

#### Goal
Les goals du week-end réunis en une capsule.

#### Le Quart d'Heure Foot
Retour en détail sur certains matchs du week-end.

### Culture

#### GimmicketGimmick +
Le rendez-vous de toutes les tendances. Culture, gastronomie, folklore, tourisme et loisirs sont notamment au programme. Le Gimmick + revient plus en détail sur un des thèmes abordés durant l'émission.

#### Arrêt Sur Image
Les cinéastes amateurs sont à l'honneur dans cette émission. Un entretien en plateau accompagne la diffusion de leurs films.

### Divertissement

#### La Mémoire des Rues
Deux candidats confrontent chaque semaine leurs connaissances de la région. Une séquence "histoire" permet de découvrir le passé et le patrimoine des communes.

#### Wonder Wallonne
Les troupes dialectales présentent des sketches, des saynètes ou des chansons en Wallon.

## Grille de programmes
Les émissions d'information sont en bleu ; les émissions sportives en vert, les émissions culturelles en rose, les émissions de divertissement sont en marron et les magazines sont en orange.
|          | 10 h 00       | 14 h 00                 | 14 h 25                 | 18 h 00    | 18 h 25 | 18 h 30            | 18 h 45       | 18 h 55               | 19 h 00                 | 19 h 05                 | 19 h 10                                | 19 h 30                                |
| Lundi    | Pêche d'Enfer | La Mémoire des Rues     | La Mémoire des Rues     | Le Journal | Météo   | Chrono Sports      | Chrono Sports | Le Quart d'Heure Foot | Le Quart d'Heure Foot   | Goal                    | Pêche d'Enfer                          | Pêche d'Enfer                          |
| Mardi    | Pêche d'Enfer | 1,2,3 Musette           | Wonder Wallonne         | Le Journal | Météo   | Au Cœur du Hainaut | Par Ailleurs  | Par Ailleurs          | Magazines en alternance | Magazines en alternance | Magazines en alternance                | Magazines en alternance                |
| Mercredi | Pêche d'Enfer | Magazines en alternance | Magazines en alternance | Le Journal | Météo   | Info Magazine      | Info Magazine | Info Magazine         | dBranché                | dBranché                | dBranché                               | Dialogue Hainaut                       |
| Jeudi    | Pêche d'Enfer | 1,2,3 Musette           | Wonder Wallonne         | Le Journal | Météo   | Gimmick            | Gimmick       | Gimmick               | Gimmick +               | Gimmick +               | VibZer                                 | VibZer                                 |
| Vendredi | Pêche d'Enfer | Gimmick                 | Gimmick +               | Le Journal | Météo   | Vivre Ici          | Vivre Ici     | Vivre Ici             | Hainaut's Envies        | Hainaut's Envies        | Table et Terroir ou Délices et Tralala | Table et Terroir ou Délices et Tralala |

|          | 10 h 00       | 11 h 30     | 12 h 00            | 12 h 20             | 12 h 25         | 12 h 30                 | 12 h 55                       | 13 h 00                                                       |
| Samedi   | Pêche d'Enfer | Standard TV | Le Journal + Météo | Les Gars de Jette   | Wonder Wallonne | La Mémoire des Rues     | Chuuu...t                     | Arrêt Sur Image (1 samedi par mois) ou magazine en alternance |
|          | 10 h 00       | 11 h 30     | 12 h 55            | 13 h 00             | 13 h 25         | 17 h 25                 | 20 h 00                       | 20 h 00                                                       |
| Dimanche | Le Septième   | Standard TV | Météo              | La Mémoire des Rues | 1,2,3 Musette   | Magazines en alternance | Chrono Foot suivi de Le Point | Chrono Foot suivi de Le Point                                 |